# Baptisterium San Giovanni (Parma)
Das Baptisterium San Giovanni (italienisch: Battistero di San Giovanni) ist ein achteckiger Sakralbau in Parma in Norditalien. Es befindet sich in unmittelbarer Nachbarschaft zum Dom und zählt zu den bedeutendsten mittelalterlichen Bauwerken Italiens am Übergang von der Romanik zur Gotik.

## Überblick
Das Baptisterium wurde vom Rat der Stadt Parma in Auftrag gegeben und im Zeitraum zwischen 1196 und 1216 von Benedetto Antelami erbaut. Die Fertigstellung der Architektur erfolgte aber erst 1270, als auch die feierliche Schlussweihe stattfand. Die Fassade besteht aus Veroneser Marmor in rosa Farbe. Der runde Innenraum zeigt farbenprächtige und frisch restaurierte Gemälde aus dem 13. und 14. Jahrhundert. Bis auf einige Veränderungen an der Außenseite zu Beginn des 14. Jahrhunderts wurden bis heute keine strukturellen Veränderungen oder größere Umbauten vorgenommen. 

Beeindruckend sind vor allem die Malereien in der mächtigen Kuppel.

## Der Innenraum

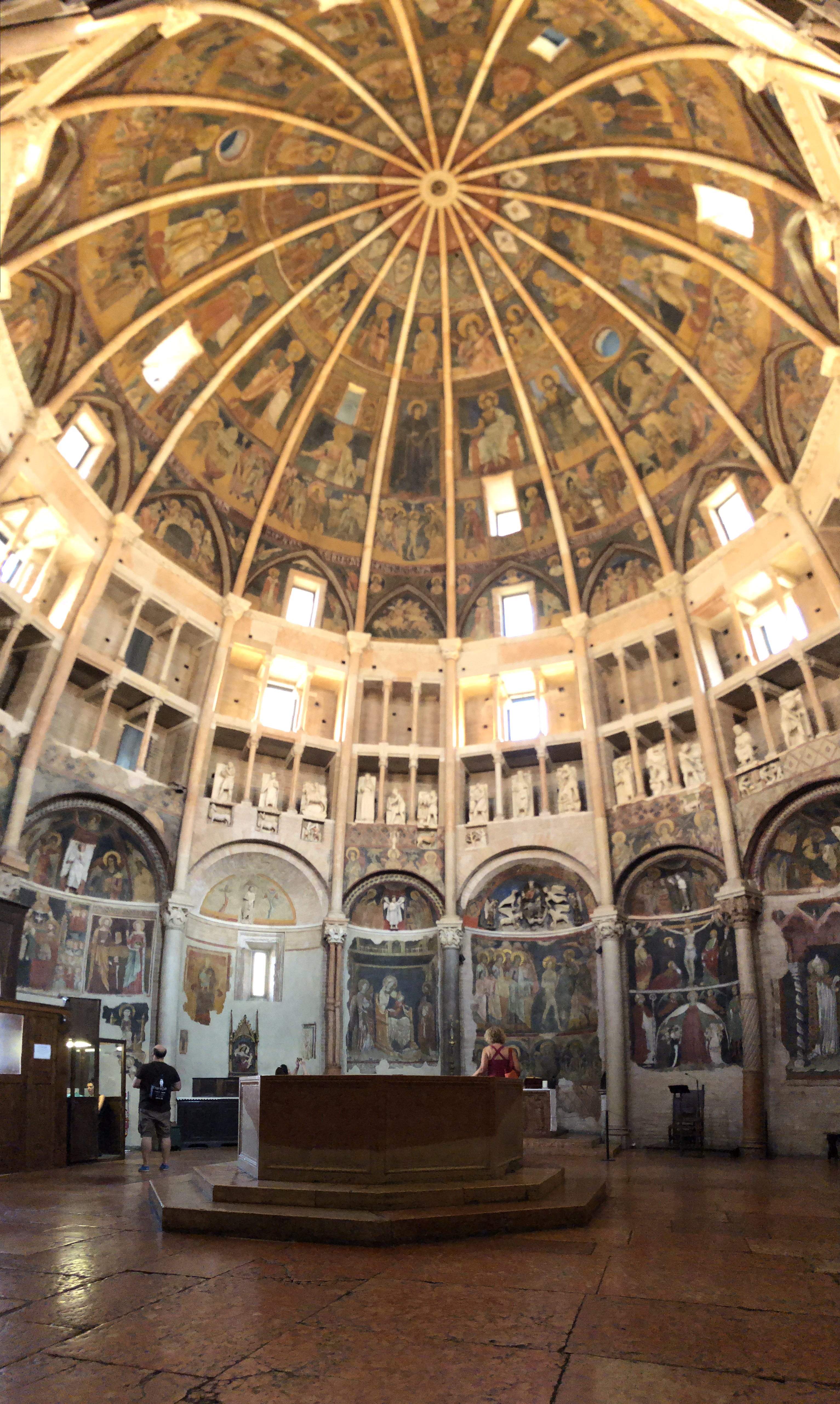
Innenraum des Baptisteriums von Parma

Die symbolträchtigen Gemälde in der Kuppel des Baptisteriums stammen aus dem 13. Jahrhundert und werden oberitalienischen Malern aus der Po-Ebene zugeschrieben. 
 

Das Gewölbe ist in sechs Ebenen aufgeteilt, die alle einen bestimmten Themenkreis behandeln.
| Ebene                | Themenkreis                                                                                                 |
| -------------------- | --- |
| Erste Ebene (unten)  | Szenen aus dem Leben Abrahams, die vier Elemente (Luft, Wasser, Feuer und Erde) sowie die vier Jahreszeiten |
| Zweite Ebene         | Szenen aus dem Leben Johannes des Täufers                                                                   |
| Dritte Ebene         | Christus, Maria und Johannes der Täufer umringt von Königen und Propheten                                   |
| Vierte Ebene         | Die zwölf Apostel und die vier Evangelisten                                                                 |
| Fünfte Ebene         | Das Empyreum, und der Sternenhimmel über Jerusalem                                                          |
| Sechste Ebene (oben) | Der rote Himmel als Symbol für die Liebe                                                                    |